# Magnificent Seven
Die Magnificent Seven – zu Deutsch die glorreichen Sieben oder die großartigen Sieben – sind sieben große kommerzielle Londoner Friedhöfe aus dem 19. Jahrhundert. Ihren Namen erhielten die Friedhöfe wegen ihrer aufwendigen landschaftlichen und architektonischen Gestaltung in verschiedenen Stilrichtungen.

## Hintergrund
Bis in die Mitte des 19. Jahrhunderts fanden Beerdigungen in London auf Kirchhöfen statt, daneben hatten einige Hospitäler und andere Institutionen ihre eigenen Begräbnisstätten. Mittlerweile war aber die Bevölkerungszahl Londons von 1 Million auf über 2,3 Millionen angestiegen. Diese hohe Bevölkerungsdichte führte zusammen mit der hohen Sterblichkeitsrate zu katastrophalen hygienischen Zuständen in der Hauptstadt, da nicht mehr ausreichend Platz für die Bestattung der Toten vorhanden war. Überall, wo noch ein wenig Platz zwischen den Häusern war, entstanden schlecht geführte Kleinstfriedhöfe, auf denen zum Teil illegale Begräbnisse stattfanden, manche Leichname wurden nur notdürftig verscharrt, dasselbe Grab manchmal schon nach wenigen Monaten neu belegt. Von diesen Gräbern ging ein übler Gestank aus, außerdem trugen sie dazu bei, dass sich immer wieder neue Epidemien ausbreiten konnten, die wiederum zu einem Anstieg der Todesfälle führten.
Diese auf Dauer unhaltbaren Zustände machte die Einrichtung neuer Friedhöfe außerhalb der Stadt nötig. Auf der Grundlage des entsprechenden Act of Parliament (Public Cemeteries Act of 1832) wurde zwischen 1832 und 1841 privat geführten Unternehmen die Erlaubnis dazu erteilt. In der Folge gründeten sich Friedhofsunternehmen wie die London Cemetery Company, die rund um London Ländereien aufkauften und dort eine geregelte Bestattungskultur etablierten.
Die „Magnificent Seven“ sind:
- Kensal Green Cemetery (1832) – Greek Revival
- West Norwood Cemetery (1837) – Neogotik
- Highgate Cemetery (1839) – Neogotik, Egyptian Revival (Historismus, Klassizismus)
- Abney Park Cemetery (1840)
- Nunhead Cemetery (1840)
- Brompton Cemetery (1840)
- Tower Hamlets Cemetery (1841)

## Belege
1. ↑  www.parliamentweek.org; S. 1 (Memento des Originals vom 8. Juli 2014 im Internet Archive)  Info: Der Archivlink wurde automatisch eingesetzt und noch nicht geprüft. Bitte prüfe Original- und Archivlink gemäß Anleitung und entferne dann diesen Hinweis.; englisch, abgerufen am 16. Dezember 2013
2. ↑  Geschichte des Highgate Cemetery, auf highgatecemetery.org; englisch, abgerufen am 13. Dezember 2013
3. ↑  London Metropolitan Archives. Cemetery Records. S. 3; auf www.cityoflondon.gov.uk (Memento des Originals vom 5. September 2013 im Internet Archive)  Info: Der Archivlink wurde automatisch eingesetzt und noch nicht geprüft. Bitte prüfe Original- und Archivlink gemäß Anleitung und entferne dann diesen Hinweis.; englisch, abgerufen am 16. Dezember 2013
4. ↑  Geschichte des Highgate Cemetery, auf highgatecemetery.org; englisch, abgerufen am 13. Dezember 2013